# 名古屋 (小惑星)
名古屋（なごや、5909 Nagoya）は小惑星帯の小惑星である。可児観測所（岐阜県可児市）で水野義兼と古田俊正によって発見された。
水野の出身地である名古屋市に因んで命名された。